# Делосперма
Делосперма (лат. Delosperma, греч. delos — «видимый» и sperma — «семя») — род суккулентных растений семейства Аизовые, произрастающий на территории Южной и Восточной Африки. 

## Ботаническое описание

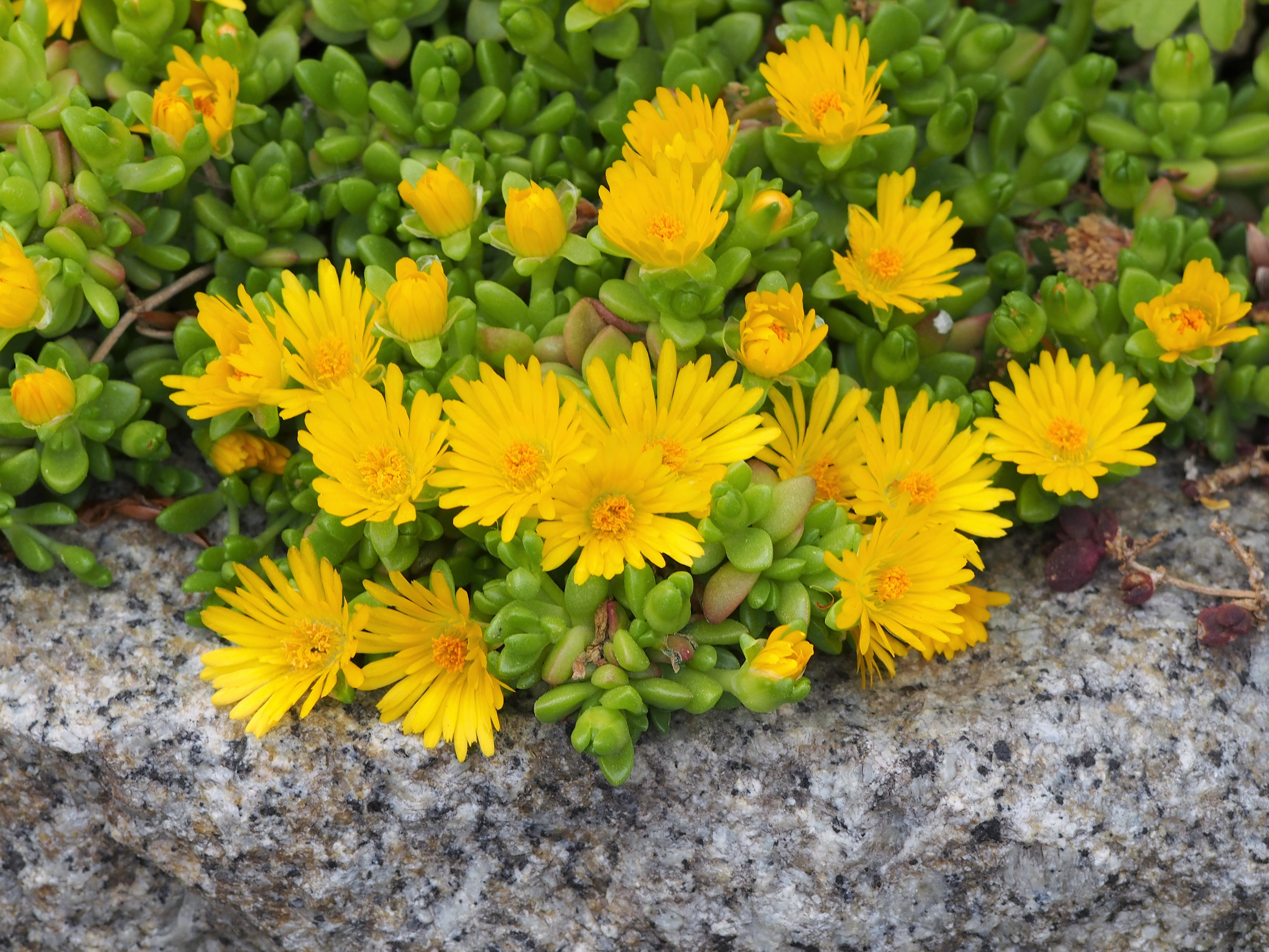
Delosperma nubigenum

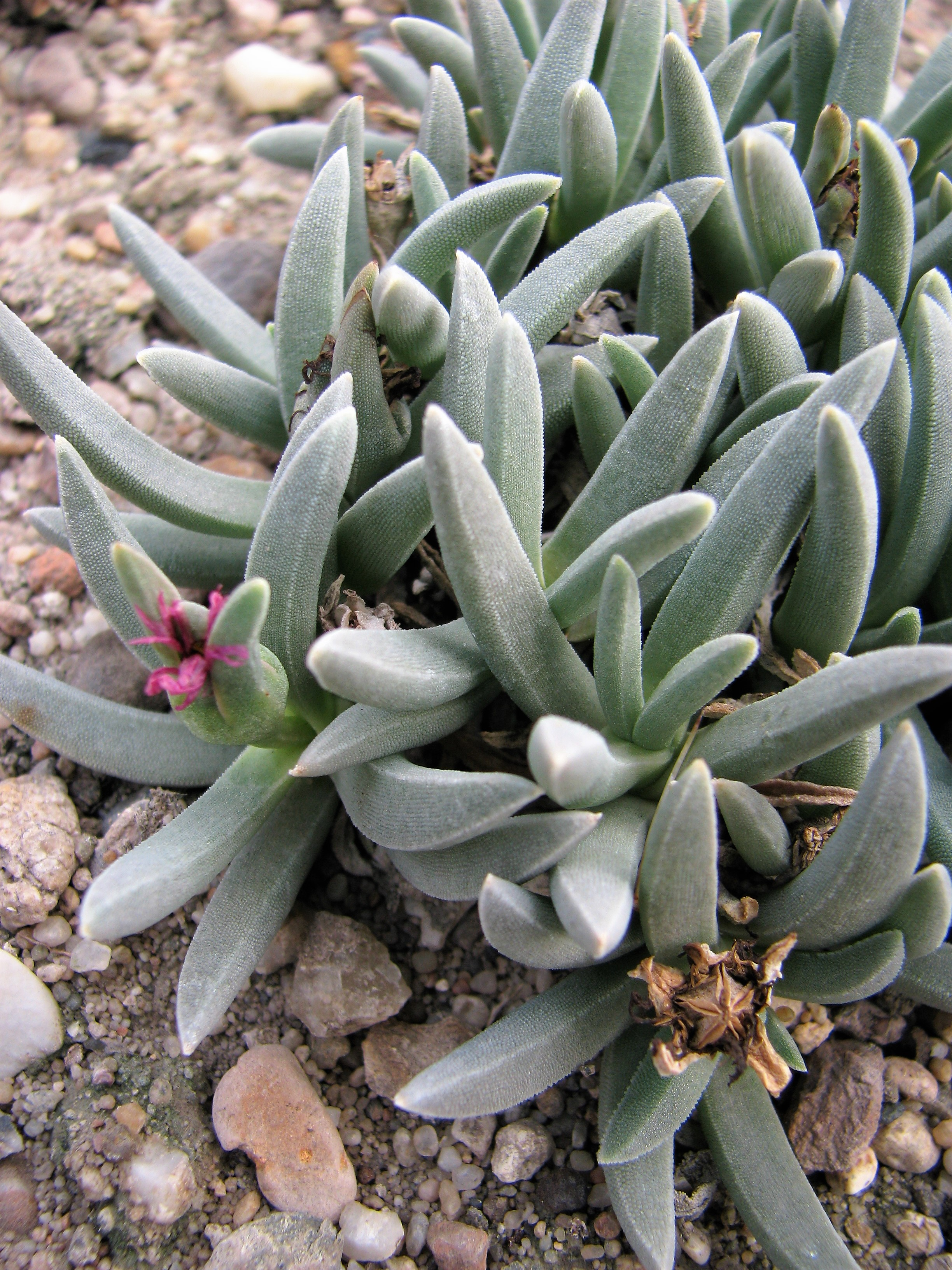
Delosperma steytlerae

Род представлен кустарниками, полукустарниками или многолетними травянистыми растениями. Они часто имеют однолетние ветви, которые могут полегать, распростираться по земле или даже вьющиеся. Стебли иногда окрашены в красноватые тона и с возрастом могут приобретать шелушащуюся кору. Некоторые из них обладают клубневидными корневищами, а нижние корни могут иметь множество мелких клубней. Листья рода обычно располагаются напротив друг друга, они сидячие и могут либо слегка срастаться, либо оставаться свободными. Иногда они опушенные или обладают шипами. Часто на поверхности листьев видны идиобласты пузырчатых клеток. Форма листьев может варьировать от широкотреугольных до цилиндрических, и они чаще всего имеют полутертую структуру с вогнутой верхней поверхностью. Они также могут быть разных оттенков: от голубовато-зеленого до желтовато-зеленого или даже красноватого, при этом обычно они мягкие на ощупь.
Цветки могут быть одиночными или собраными в соцветия. Длина цветоножки варьирует, и прицветники могут быть как маленькими, так и листовидными. Чашелистиков у цветка 5, и они могут быть неравными, а иногда даже роговидными или хвостовидными. Лепестки встречаются в 1-4 мутовках, они линейные, с тупым или выемчатым верхом, иногда покрыты опушением. Окраска лепестков может быть от белой до розовой или пурпурной, а иногда даже желтой, лососевой, оранжевой, ржаво-красной или алой. Тычинки растут вертикально, и обычно они сопровождаются стаминодиями, расположенными в виде конуса. Существует 5 отдельных железок нектарника, хотя иногда они могут объединяться в кольцо. Завязь цветка находится сверху, она может быть слегка выпуклой или вогнутой. Плаценты находятся в теменной части завязи. Количество рыльцевых столбиков варьирует от 4 до 6 и они могут быть шиловидными или хвостатыми, иногда сосочковыми. Плод представляет собой коробочку с 4-6 гнездами. Вдоль плодовых стенок часто протягиваются кили, и створки клапана имеют прямоугольную форму или близкую к ней. Семена сферической формы, бледно-коричневые, их поверхность может быть гладкой или слегка текстурированной.
Некоторые виды содержат диметилтриптамин.

## Виды
По информации базы данных The Plant List, род включает 175 видов. Некоторые из них:
- Delosperma acuminatum
- Delosperma cooperi
- Delosperma echinatum
- Delosperma ecklonis
- Delosperma esterhuyseniae
- Delosperma floribundum
- Delosperma hallii
- Delosperma harazianum
- Delosperma hirtum
- Delosperma hallii
- Delosperma litorale (Kensit) L. Bolus
- Delosperma lydenburgense
- Delosperma nubigenum
- Delosperma pageanum
- Delosperma pergamentaceum
- Delosperma tradescantiodes

## Таксономическая схема
Таксономическая схема (согласно Системе APG II):
|  |                                      |  |                                   |                                   |                   |  | ещё 28 семейств, в том числе Амарантовые, Гвоздичные, Кактусовые |                                                                                       |                                                                                       |                 |
|  |                                      |  |                                   |                                   |                   |  |                                                                  |                                                                                       |                                                                                       | около 100 видов |
|  |                                      |  |                                   | порядок Гвоздичноцветные          |                   |  |                                                                  |                                                                                       | род Делосперма                                                                        |                 |
|  |                                      |  |                                   | порядок Гвоздичноцветные          |                   |  |                                                                  |                                                                                       | род Делосперма                                                                        |                 |
|  | отдел Цветковые, или Покрытосеменные |  |                                   |                                   | семейство Аизовые |  |                                                                  |                                                                                       |                                                                                       |                 |
|  | отдел Цветковые, или Покрытосеменные |  |                                   |                                   |                   |  |                                                                  |                                                                                       |                                                                                       |                 |
|  |                                      |  | ещё 44 порядка цветковых растений | ещё 44 порядка цветковых растений |                   |  |                                                                  | ещё более ста родов, в том числе Карпобротус, Конофитум, Литопс, Титанопсис, Фаукария | ещё более ста родов, в том числе Карпобротус, Конофитум, Литопс, Титанопсис, Фаукария |                 |
|  |                                      |  |                                   | ещё 44 порядка цветковых растений |                   |  |                                                                  |                                                                                       | ещё более ста родов, в том числе Карпобротус, Конофитум, Литопс, Титанопсис, Фаукария |                 |

## Фотографии
|                                 |                          |
| Цветок Delosperma lydenburgense | Листья Delosperma jansei |